# تندو، یاماگاتا
تندو در استان یاماگاتا در کشور ژاپن  واقع شده‌است  که دارای جمعیت ۶۳٬۴۷۰ نفر و مساحت ۱۱۳٫۰۱ کیلومتر مربع با تراکم جمعیت ۵۶۲  نفر در کیلومترمربع است و در تاریخ ۱ اکتبر ۱۹۵۸ به عنوان شهر شناخته شد.